# Schanna Plijewa
Schanna Wassiljewna Plijewa (russisch Жанна Васильевна Плиева, wiss. Transliteration Žanna Vasil'evna Plieva; * 10. Februar 1948 in Zchinwali, Südossetische Autonome Oblast, Georgische SSR, Sowjetunion; † 22. Januar 2023 in Zchinwali, Republik Südossetien) war eine südossetische Komponistin und Pianistin.

## Leben
Schanna Plijewa, deren Eltern aus dem Rajon Dsau stammten, wuchs in Zchinwali auf. Sie besuchte im damaligen Ordschonikidse (heute Wladikawkas) das später nach Waleri Gergijew benannte Musikkolleg, wo sie sich aufs Fach Klavier spezialisierte. Ihre ersten Kompositionen entstanden ab 1963. Nach dem Kolleg studierte sie am Leningrader Konservatorium Klavier bei Dmitri Swetosarow (1916–1992), danach bis zum Abschluss 1972 Komposition bei Orest Jewlachow. In diesem Fach setzte sie ihre Studien als Postgraduierte bei Alexander Mnazakanjan fort.
Nach dem Studium war sie als Orchestermusikerin, Dozentin und Musikologin tätig. 1976 wurde sie Mitglied im Komponistenverband und gewann 1976/77 beim Allunions-Komponistenwettbewerb einen dritten Preis für ihre 2. Sinfonie. Nach einer dreijährigen Zeit ab 1976 als Assistentin bei Sergei Slonimski wirkte sie von 1979 bis 1985 als Leiterin der Musikschule in Zchinwali. 1989 bis 1990 war sie Präsidentin der Georgischen Gesellschaft für Musik. Ab 1990 war sie als freischaffende Komponistin und Pianistin tätig. 1993 gewann sie in Tokio beim Internationalen Wettbewerb für Klavierduos einen Spezialpreis für ihre Komposition Mirasch (Мираж), 2002 wurde sie mit dem Staatspreis der Russischen Föderation für ihr Ballett Spiegel des Himmels (Небесное зеркало) ausgezeichnet, das in Wladikawkas im Theater Arwaidan (Арвайдан) uraufgeführt wurde. Plijewas Ballett gewann außerdem die Goldene Maske und gastierte beim Edinburgh Festival.
Plijewa bezog sich in ihrer Musik oft auf zeitgeschichtliche Ereignisse und persönliche Lebenseinschnitte. So widmete sie ihre Sinfonie Das Unaussprechliche (Недосказанное) den Opfern der 2004 von islamistischen Terroristen verübten Geiselnahme von Beslan, bei der nach offiziellen Angaben 331 Geiseln, darunter viele Schulkinder, getötet worden waren. Den Tod ihres eigenen, 2005 ums Leben gekommenen Sohnes verarbeitete sie unter dem Titel Gespräch zwischen Sohn und Mutter (Разговор сына с матерью) in einem ihrer selbstkonzipierten Konzertprogramme, die sie in Moskau und Zchinwali zur Aufführung brachte. Mit diesem Schicksalsschlag beschäftigte sich auch ihre Komposition Der unterbrochene Flug (Прерванный полет). Für ihr Orchesterstück Sospeso erhielt Plijewa 2006 u. a. den Großen Preis beim Internationalen Kompositionswettbewerb Widmung an Mozart in Moskau. Ihrer 7. Sinfonie gab sie 2011 den Untertitel Requiem ohne Text, gewidmet allen, die in sinnlosen Konfrontationen getötet wurden. Sie war regelmäßig Teilnehmerin bei internationalen Treffen wie Moskauer Herbst oder Musical Exhibitions und gastierte auch beim Festival Stadt der Frauen (Город женщин), veranstaltet von der russischen Sektion der International Society for Contemporary Music (ISCM).
Im November 2015 wurde sie ein Opfer erpresserischer Gewalt, deren Folge schwere körperliche Einschränkungen waren. 2018 verlieh ihr Anatoli Bibilow, Präsident des international weitgehend isolierten, nur von fünf UN-Mitgliedern anerkannten De-facto-Regimes Südossetien, den Ehrentitel Volkskünstlerin.
Sie lebte in ihrer Geburtsstadt Zchinwali und starb am 22. Januar 2023 im Alter von 74 Jahren.

## Schaffen
Plijewa komponierte Bühnenwerke, darunter Ballette (Fatima), ein Musical und eine Kinderoper (Kinder der Sonne), außerdem Orchesterwerke, u. a. 7 Sinfonien und 4 Konzerte, drei für Violoncello und eines für ossetische Harmonika, darüber hinaus Chor- und Kammermusik, Vokal- und Klavierwerke. Außerdem schrieb sie Musik für Theater und Kino, so auch etliche preisgekrönte Filmmusiken für Animationsfilme wie The Magic Pipe (Волшебная свирель). In ihrem Werk verband sie die Mythologie und die Musiksprachen der nordkaukasischen Bergvölker mit zeitgenössischen Kompositionstechniken, blieb aber insgesamt der Tonalität verpflichtet. Moderne Elemente finden sich auch in der 1. Sinfonie (für Sopran, Streicher und Schlagzeug), in dem Orchesterwerk Sospeso (für Frauenstimmen und präparierte Klaviere) oder in den Elektroakustischen Fresken.

## Anmerkung
1. ↑  Im Gegensatz zu den russischen Quellen nennen New Grove, LCCN und VIAF 1949 als Geburtsjahr.